# Каштанкин, Виктор Николаевич
Виктор Николаевич Каштанкин (1910—1944) — советский лётчик бомбардировочной авиации ВМФ СССР в годы Великой Отечественной войны, Герой Советского Союза (31.05.1944, посмертно). Майор (26.03.1943).

## Биография

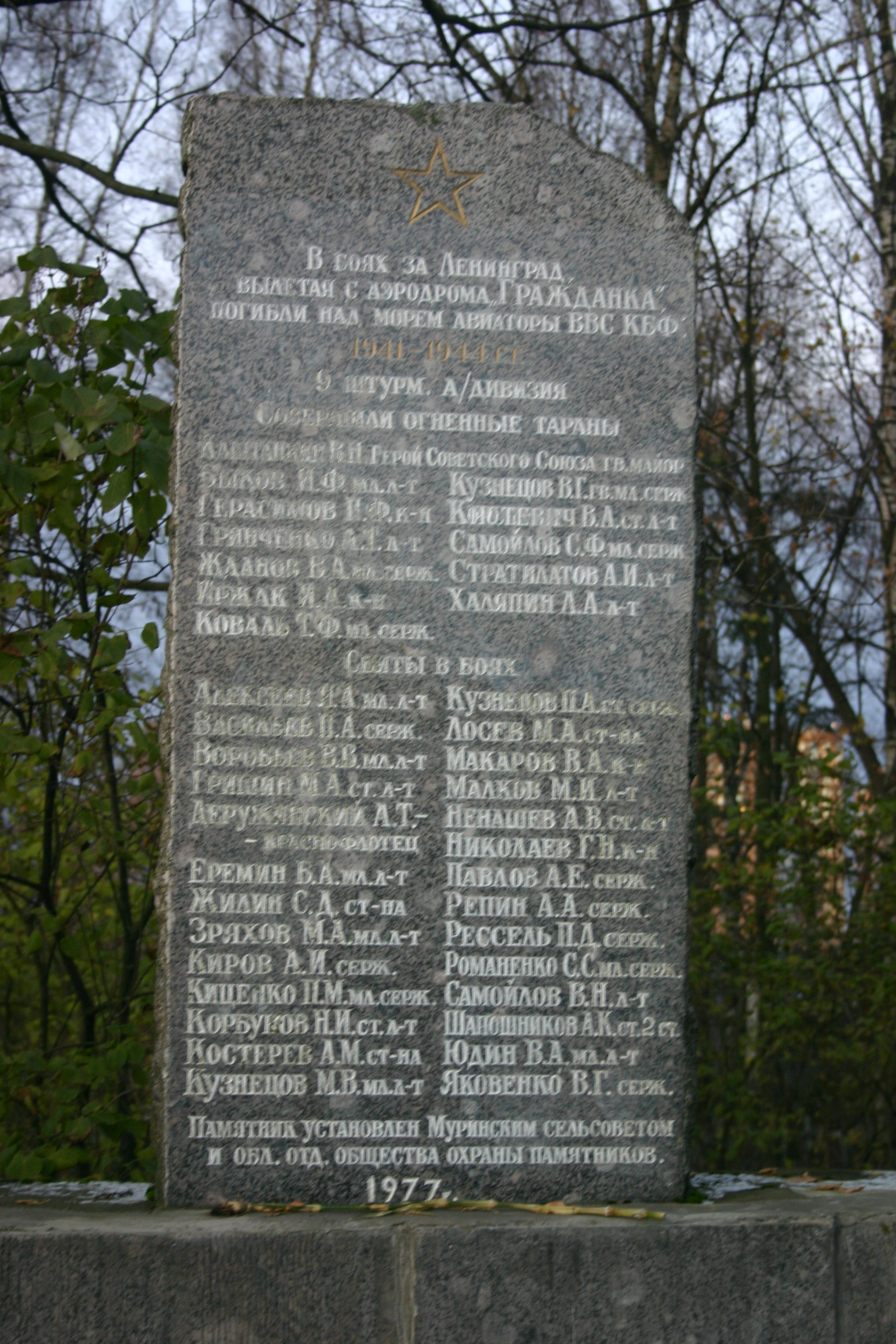
Плита мемориала в Мурино с именем Виктора Каштанкина.

Родился 6 февраля 1910 года в селе Большие Ключищи (ныне — Ульяновский район Ульяновской области). С детского возраста работал в хозяйстве, с шестнадцати лет был трактористом. В 1927 году переехал в Ленинград, где устроился на работу учеником токаря машиностроительного завода имени Карла Маркса. 
В ноябре 1929 года призван на службу в Военно-морской флот СССР. Служил на срочной службе в ВВС Морских сил Балтийского моря, в июле 1930 года окончил 8-ю школу младших авиационных специалистов при 4-й авиационной бригаде, затем служил авиамотористом в 87-м отдельном авиаотряде флота до декабря 1930 года, когда был направлен учиться в авиашколу. В 1932 году окончил Военно-теоретическую школу лётчиков имени Комсомола ВВС РККА, в 1933 году — Военную школу морских лётчиков и лётчиков-наблюдателей имени И. В. Сталина в Ейске, в 1936 году — 2-ю Борисоглебскую авиационную школу командиров звеньев. В 1932 году вступил в ВКП(б). С декабря 1933 года служил в ВВС Морских сил Чёрного моря младшим лётчиком 123-й тяжелобомбардировочной авиационной эскадрильи, с декабря 1934 — старшим лётчиком 11-й морской дальнеразведывательной эскадрильи. В январе 1936 года переведён в ВВС Балтийского флота, где продолжил службу командиром корабля и отряда в 24-й морской ближнеразведывательной эскадрилье, а с апреля 1938 года — командиром звена и помощником командира 41-й морской ближнеразведывательной эскадрильи.
Участвовал в советско-финской войне. 
В феврале 1941 года был назначен командиром 81-й отдельной авиационной эскадрильи ВВС Балтийского флота.
Участник Великой Отечественной войны с июня 1941 года. Участвовал в оборонительных боях в Прибалтике, в обороне Ленинграда, в боях с немецко-финским судоходством в Балтийском море. До отзыва с фронта в ноябре 1941 года выполнил 31 боевой вылет на самолёте «МБР-2».
С ноября 1941 года в Моздоке осваивал штурмовик «Ил-2». С марта 1942 года командовал звеном в 64-м и 65-м авиационных полках ВВС ВМФ, тогда же выполнил несколько полётов в осаждённый Севастополь, перегоняя на аэродром Херсонес новые самолёты. С июня 1942 года командовал 14-й отдельной штурмовой авиационной эскадрильей ВВС Черноморского флота, участвовал в боях по поддержке сухопутных войск Южного фронта. 
В октябре 1942 года командовал эскадрильей в 3-м военно-морском авиационном училище ВМФ (Саранск). С мая 1943 года командовал 37-м авиационным полком ВВС Тихоокеанского флота, формировал этот полк и занимался обучением лётчиков-штурмовиков на Дальнем Востоке. 
В феврале 1944 года вернулся на фронт, получив назначение помощником командира 7-го гвардейского пикировочно-штурмового авиационного полка ВВС Балтийского флота. В этом полку успел выполнить 5 боевых вылетов на самолётах «Ил-2», в составе группы уничтожив 2 и повредив 1 транспорт, 3 батареи миномётов, 5 дзотов.
23 марта 1944 года в Нарвском заливе участвовал в штурмовке двух групп немецких кораблей. Во время боя его самолёт был подбит зенитным огнём, и тогда лётчик направил горящую машину на сторожевой корабль, ценой своей жизни уничтожив его. За время своего участия в боях В. Н. Каштанкин совершил 36 боевых вылетов.
Указом Президиума Верховного Совета СССР от 31 мая 1944 года за «образцовое выполнение боевых заданий командования на фронте борьбы с немецкими захватчиками и проявленные при этом отвагу и геройство» гвардии майору Виктору Николаевичу Каштанкину посмертно присвоено звание Героя Советского Союза. 
Также был награждён орденами Ленина (31.05.1944, посмертно) и Красного Знамени (21.04.1940).

## Память
- В честь В. Н. Каштанкина названа МОУ «Большеключищенская средняя общеобразовательная школа» в Больших Ключищах Ульяновского района, у здания школы установлен бюст Героя.
- Именем Героя Советского Союза В. Н. Каштанкина названы улицы в Железнодорожном районе Ульяновска (1964) и в селе Большие Ключищи.
- Имя В. Н. Каштанкина выбито на стеле воинского мемориала «Авиаторам Балтики» в поселке Мурино Ленинградской области.